# Мая (Рибейра-Гранди)
Мая (порт. Maia) — район (фрегезия) в Португалии, входит в округ Азорские острова. Расположен на острове Сан-Мигел. Является составной частью муниципалитета Рибейра-Гранде. Население составляет 1901 человек на 2001 год. Занимает площадь 21,97 км².
Покровителем района считается Святой Дух (порт. Divino Espírito Santo).